# Cortusa
- Commons
- Wikispecies

Cortusa L. é um género botânico pertencente à família Primulaceae.

## Sinonímia
- Kaufmannia Regel

## Espécies
- Cortusa altaica
- Cortusa brotheri
- Cortusa matthioli
- Cortusa sachalinensis
- Cortusa turcestanica
- «Lista completa»

## Classificação do gênero
| Sistema | Classificação                      | Referência               |
| ------- | ---------------------------------- | ------------------------ |
| Linné   | Classe Pentandria, ordem Monogynia | Species plantarum (1753) |